# Zbigniew Wielowieyski
Zbigniew Jan Nepomucen Wielowieyski herbu Półkozic (ur. 20 marca 1894 w Paryżu, zm. 6 sierpnia 1970) – polski rolnik i ziemianin, major kawalerii rezerwy Wojska Polskiego, działacz niepodległościowy, kawaler Orderu Virtuti Militari.

## Życiorys
Urodził się 20 marca 1894 w Paryżu, w rodzinie Stefana, prokurenta instytucji eksportowej, i Zofii z Deskurów. W latach 1906–1910 uczęszczał do siedmioklasowej Szkoły Handlowej Męskiej w Kielcach. W 1911 zdał maturę w Liceum Aleksandryjskim w Petersburgu i rozpoczął studia na Wydziale Nauk Prawnych i Ekonomicznych Petersburskiego Uniwersytetu Politechnicznego Piotra Wielkiego. 28 maja 1915, po ukończeniu studiów, został wcielony do armii rosyjskiej.
W czasie wojny z bolszewikami walczył w szeregach 3 Pułku Ułanów Śląskich. 27 sierpnia 1920 został zatwierdzony z dniem 1 kwietnia 1920 w stopniu rotmistrza, w kawalerii, w grupie oficerów byłych Korpusów Wschodnich i byłej armii rosyjskiej. 1 czerwca 1921 był przydzielony z macierzystego pułku do Inspektora Instytucji Oficerskich. 11 lutego 1922 został przeniesiony do rezerwy i przydzielony w rezerwie do 3 puł. w Tarnowskich Górach. 8 stycznia 1924 został zatwierdzony w stopniu rotmistrza ze starszeństwem z 1 czerwca 1919 i 141. lokatą w korpusie oficerów rezerwy jazdy.
Po zwolnieniu ze służby prowadził rodzinny majątek Chełmo i słodownię Lubicha w Jędrzejowie. W 1934, jako oficer rezerwy 3 puł. pozostawał w ewidencji Powiatowej Komendy Uzupełnień Warszawa Miasto III. Na stopień majora został mianowany ze starszeństwem z 19 marca 1939 i 9. lokatą w korpusie oficerów rezerwy kawalerii.
9 września 1939 w Lublinie został zmobilizowany i skierowany do Krzemieńca. W Zaleszczykach przekroczył granicę z Węgrami. Był dowódcą jednego z obozów Polaków internowanych nad Balatonem. Po zajęciu Węgier przez Niemców w 1944 został uwięziony Genshagen. 5 stycznia 1945 został wysłany do Stalagu XVII A Kaisersteinbruch, skąd wyjechał 19 stycznia. 26 stycznia przybył do obozu jeńców w Luckenwalde, a dwa później został przeniesiony do filii tego obozu w Genshagen. 23 kwietnia został uwolniony przez Armię Czerwoną. 8 maja 1945 zgłosił się w Rejonowej Komendzie Uzupełnień Poznań Miasto, a trzy dni później w Punkcie Przesyłkowym Nr 3 w Krakowie.
Zbigniew był żonaty z Katarzyną z Kurnatowskich (1900–1982), z którą miał troje dzieci: Andrzeja (ur. 1927), Stanisława Jana (1929–2019) i Elżbietę (1931–2012) zamężną z Olgierdem Mackiewiczem. Wiosną 1945 jego rodzina została pozbawiona majątku i zmuszona do wyjazdu z Chełma.

## Ordery i odznaczenia
- Krzyż Srebrny Orderu Wojskowego Virtuti Militari nr 6800[20] – 10 maja 1922[21]
- Krzyż Walecznych trzykrotnie[22][2]
- Medal Niepodległości – 9 października 1933 „za pracę w dziele odzyskania niepodległości”[23][22]
- Medal Pamiątkowy za Wojnę 1918–1921[22]
- Medal Zwycięstwa[22]